# 長浜満里子
長浜 満里子（ながはま まりこ、1977年7月13日 - ）は、日本の声優、舞台女優。日本芸術専門学校特別講師。青森県出身。劇団アルターエゴ所属。

## 略歴
三ツ矢雄二主宰のフリーアトム6期生。
声優になろうと思ったきっかけは中学、高校時代に姉が「声優になりたい」と言っており、長浜自身も憧れていたという。当時の将来の夢は「三ツ矢さんのところに行くこと」だったという。
以前はブリングアップ、ぐるーぷ・インパクト、リマックス（預かり）に所属していた。

## 人物
方言は青森弁。
趣味はダイエット。特技はちくわの一気食い。
資格は英語検定3級。

## 出演
太字はメインキャラクター

### テレビアニメ
1996年
- こちら葛飾区亀有公園前派出所（1996年 - 2008年、主婦、まさるの妻、如月愛、隆の母、本田エリカ、浜崎聡子、石頭直進、両津景子、春うらら、錠前咲子、小泉キリ子、由美子、高橋芳恵 他）

1998年
- 発明BOYカニパン

1999年
- 将太の寿司 心にひびくシャリの味（シンコ）
- 超発明BOYカニパン（ジェリー、子供、ロボト 他）
- ビックリマン2000（ケーシー、結晶坊ーダー、カン視カン、ベティ、羽根ペン銀 他）
- メダロット（1999年 - 2000年、生徒会長、主婦、ニュースキャスター、レポーター、キクヒメママ 他） - 2シリーズ

2000年
- トランスフォーマー カーロボット（ケンタ、子供、アナウンサー、花嫁、ブリジット博士、子供）
- 遊☆戯☆王デュエルモンスターズ（絽場の弟1、サルのマルコ、ジークの母、城之内〈幼少期〉、イオレ、ファラオ〈赤ん坊時〉 他）

2001年
- Dr.リンにきいてみて!（女子高生、女生徒、子供、巫女、女子生徒 他）
- 破壊魔定光（ヤンママ、おばさん、女教師、仔犬）

2002年
- キャプテン翼（第3作）（リバウールの妻）
- 真・女神転生Dチルドレン ライト&ダーク（ジンの母）
- テニスの王子様（アリッサ、おばあさん、チョコレーツ、子供B）
- 満月をさがして（前嶋十萌、おばさんたち、受付、リサ、スタッフ、巴の母、真田の奥さん）
- ホイッスル!（外山一平、山川智之、女生徒）
- ボンバーマンジェッターズ（2002年 - 2003年、ポミュドラゴン、ヒゲ母、ダニー、小学生バグラー 他）

2003年
- ふたつのスピカ（男の子C、保健医）

2004年
- 愛してるぜベイベ★★（ばあちゃん、主婦）
- 吟遊黙示録マイネリーベ（2004年 - 2006年、ヒルデ、ヘンリエッテ） - 2シリーズ
- Get Ride! アムドライバー（ベティ）
- 遊☆戯☆王デュエルモンスターズGX（トメさん、浜口ももえ、遊城十代〈幼少期〉、おジャマ・イエロー、宝玉獣 ルビー・カーバンクル 他）

2005年
- おねがいマイメロディ（おばあさん）
- capeta（子供、男の子、サトミ）
- シュガシュガルーン（伊集院歩、魔女占いブック 他）
- 涼風（後輩、お姉さん、生徒、アナウンサー 他）
- 絶対少年（おばさん）

2006年
- 家庭教師ヒットマンREBORN!（母親）
- シュヴァリエ 〜Le Chevalier D'Eon〜（貴族夫人）
- 妖怪人間ベム（サヤカの母、海堂律子、ショウ、タルウィス・ティグ 他）

2007年
- 鋼鉄三国志（母）
- 人造昆虫カブトボーグ V×V（バーバラ、園長先生、六年生）

2008年
- GUNSLINGER GIRL -IL TEATRINO-（パオラ）
- 恋姫†無双（おかみ）

2009年
- クッキンアイドル アイ!マイ!まいん!（果物屋店主の妻）
- ジュエルペット（キマージョ、担任の先生、ヨネ、英語の先生、先生、客）

2010年
- ジュエルペット てぃんくる☆（おばさん）

2012年
- 戦国コレクション（コーラスグループ）

2016年
- こちら葛飾区亀有公園前派出所 THE FINAL 両津勘吉 最後の日（街の人々）

2019年
- 厨病激発ボーイ（ヨネ）

2021年
- ましろのおと（ツタ）

### OVA
- るろうに剣心 -明治剣客浪漫譚- 追憶編（1999年、女店員、白川女、女）
- グッドモーニング・コール（2001年、ブティック店員）
- るろうに剣心 -明治剣客浪漫譚- 星霜編（2001年）

### 劇場アニメ
- るろうに剣心 -明治剣客浪漫譚- 維新志士への鎮魂歌（1997年）
- こちら葛飾区亀有公園前派出所 THE MOVIE2 UFO襲来! トルネード大作戦!!（2003年、アナウンサー）
- 遊☆戯☆王デュエルモンスターズ 光のピラミッド（2004年）
- ピアノの森（2007年）
- 星を追う子ども（2011年、村人）

### Webアニメ
- 星空キセキ（2006年、部員）
- ツンギレ猫の日常（2015年、うだま[7]）

### ゲーム
- 泣けるパチンコ みなしごハッチ（ハッチ）
- テニスの王子様 Rush & Dream
- ヒカルの碁 院生頂上決戦
- アイアンフェザー（主人公〈フライ〉）

### 吹き替え
- トムとジェリーとゆかいな仲間（ナレーション）
- MASA DE 41

### CDドラマ
- アニメ店長
- GATENなあいつ
- スキップ・ビート!

### CM
- おしゃべりタウン（ナレーション） - トミー
- ポケモン図鑑（ナレーション） - トミー
- 新ポケモンヌードル（ナレーション） - サンヨー食品
- ビューティフル ジョー（ナレーション） - カプコン

### 舞台
- オーバー・ザ・ピンクレインボウ（ブー）
- シンプルレビュー2〜愛に関するオムニバス〜（アリスのママ 他）
- Pink Rainbow ミュージカル
- それいけ!ユーコマン（劇団K助プロデュース 主演 2012年7月）
- 朗読劇『タチヨミ』第一巻（松野太紀プロデュース 第二弾 2012年11月）
- 朗読劇『タチヨミ』第二巻（松野太紀プロデュース 第三弾 2016年1月）
- 朗読劇『タチヨミ』第三巻（松野太紀プロデュース 第四弾 松野太紀芸能生活40周年記念公演part1 2017年1月[8]）
- 煙が目にしみる（NDプラットフォームプロデュース 2025年9月〈予定〉）[9]